# Тальма, Франсуа-Жозеф
Франсуа-Жозеф Тальма́ (фр. François-Joseph Talma; 15 января 1763[…], Париж — 19 октября 1826[…], рю де ла Тур де Дам, бывший 2-й округ Парижа, Франция) — французский актёр еврейского происхождения, реформатор театрального искусства. В честь актёра была названа верхняя мужская и женская одежда, разновидность плаща-накидки тальма.

## Биография
Детство и юность Тальма провёл в Лондоне, где он познакомился с драматическими произведениями Шекспира, к которому он сохранил любовь на всю жизнь. Вернувшись во Францию, будущий актёр учится в Королевской школе декламации и пения. В 1787 году зачислен в труппу театра Комеди Франсез. С началом Великой французской революции «Комеди Франсез» распался и на его месте возник новый «Театр Нации». В 1791 году революционным правительством принимается Декрет о свободе театров. В «Театре Нации» же возникли 2 группировки актёров, так называемая «чёрная эскадра», стоявшая на консервативных позициях, и «красная эскадра», пропагандировавшая революционный классицизм, и которую возглавлял Тальма. Вскоре произошёл разрыв, и сразу после принятия Декрета группа Тальма ушла из «Театра Наций» и образовала свой «Театр Революции», который Тальма и возглавил.
Будучи замечательным представителем классицизма на сцене, Тальма внёс в него и много нового. Так, играя Карла IX в одноимённой пьесе Шенье, актёр отказывается изображать своего героя обычным тираном — как это было принято в современном ему театре. Тальма старается заглянуть в душу королю, показать всю многогранность этого несчастного человека.
Не меньшее внимание Тальма уделял и внешней правдивости актёрской игры. Актёр вводит портретный грим, исторический и этнографический костюмы — средневековый, античный, восточный. В создании великолепного артистического гардероба ему оказал неоценимую помощь его друг — художник Луи Давид. Эмиль Золя писал по этому поводу: «Этот гениальный актёр был страстно влюблён в своё искусство. Он изучал античность, собрал коллекцию одежды и оружия, эскизы своих костюмов он заказывал Давиду, — не пренебрегая никакими источниками, он стремился к исторической точности, которая, по его мнению, должна была помочь созданию характеров».
После падения якобинской диктатуры на французской сцене также произошли перемены. На смену революционному классицизму пришёл ампирный классицизм, отмеченный великолепием и роскошью форм. В это время Тальма практически полностью переключается на шекспировские пьесы.
Его приглашал Наполеон Бонапарт, чтобы изучить позы. Наполеон очень покровительствовал этому актёру, и его расположение объяснялось в значительной степени сходством, которое действительно существовало между ними. Ему приятно было видеть Тальма на сцене, можно было бы сказать, что он находил себя в нём.
Летом-осенью 1804 года Тальма с успехом гастролировал в Бордо.
В последние годы жизни великий актёр очень неохотно играл новые роли. Творчество Тальма явилось переходным во французском театре — от классицизма к романтизму.

## Избранные роли
- Гамлет в пьесе «Гамлет» Уильяма Шекспира
- Сцевола в пьесе «Муций Сцевола» Люси де Лансваля (1793)
- Марий в пьесе «Марий в Минтурнах» Антуан Арно (1791)
- Карл IX в пьесе «Карл IX» Мари-Жозеф де Шенье

## Образ в кино
- «Мадам Рекамье[нем.]» (немой, Германия, 1920) — актёр Бернд Альдор[нем.]
- «Наполеон» (немой, Франция, 1927) — актёр Роджер Блум[фр.]
- «Удивительная судьба Дезире Клари[фр.]» (Франция, 1942) — актёр Жан Эрве